# Záchrana dánských Židů

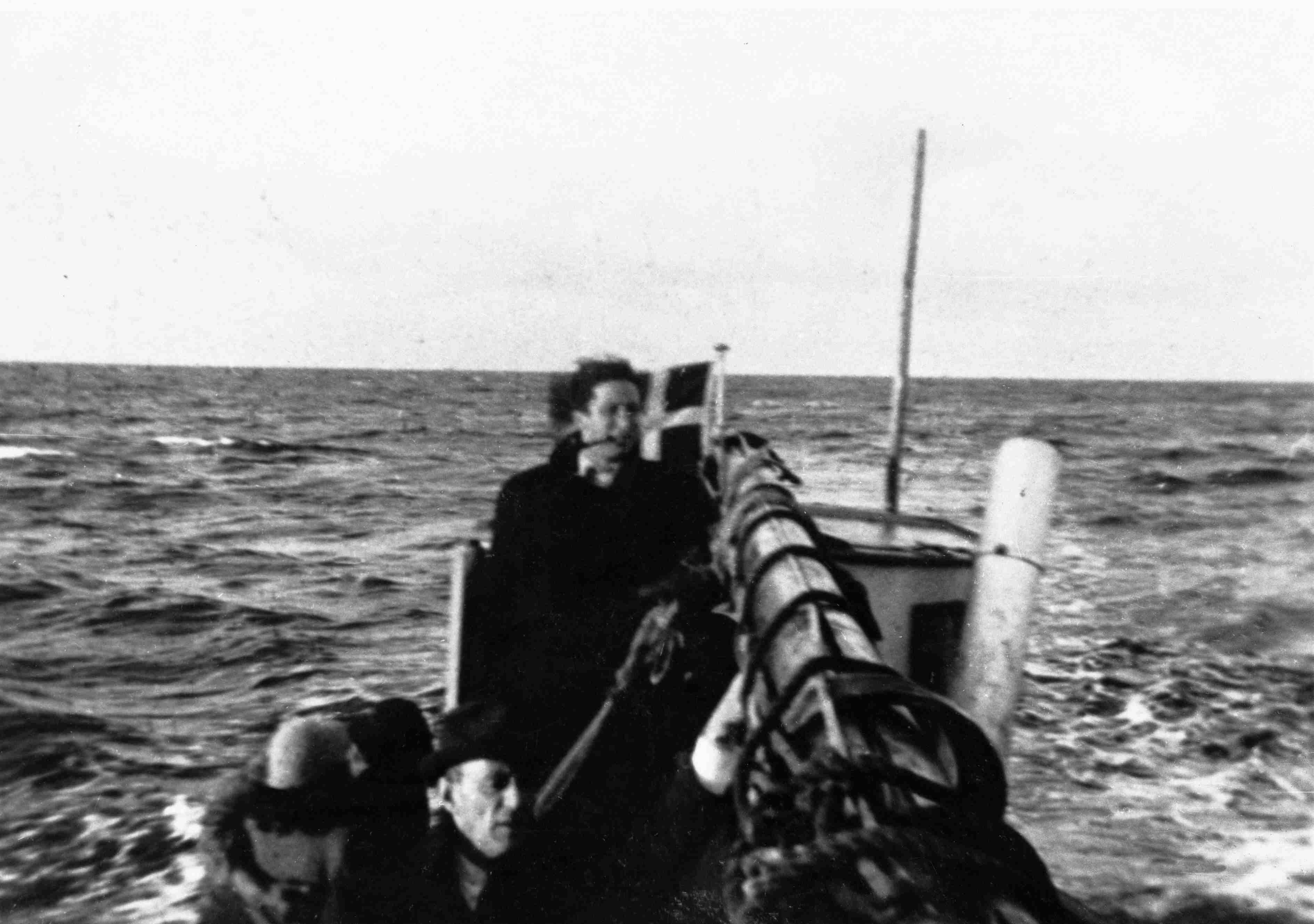
Dánští Židé během své cesty do Švédska

Dánskému hnutí odporu se s pomocí mnoha dánských občanů podařilo během druhé světové války evakuovat po moři do blízkého neutrálního Švédska 7220 ze 7800 dánských Židů a 686 jejich nežidovských manželů. Zatčení a deportace dánských Židů byla nařízena Adolfem Hitlerem. Ovšem akce na jejich záchranu začala dříve, již 28. září 1943 poté, co Hitlerovy plány prozradil německý diplomat Georg Ferdinand Duckwitz.
Tato záchranná akce je považována za jeden z největších počinů kolektivního odporu proti agresi v některé ze zemí okupovaných během druhé světové války Německem. Díky této záchranné akci a dánským přímluvám za 464 již zatčených dánských Židů deportovaných do Terezínského ghetta v Protektorátu Čechy a Morava, přežilo holokaust 99 % židovské populace žijící v Dánsku.

## Rozkaz k deportaci
I přes nespolupráci dánské vlády, která se deportaci Židů bránila, začali němečtí okupanti plánovat deportaci přibližně 7800 Židů žijících v Dánsku do nacistických koncentračních táborů. Německý diplomat Georg Ferdinand Duckwitz se neúspěšně pokusil zajistit bezpečný přístav pro Židy ve Švédsku. Švédská vláda mu sdělila, že je ochotná dánské Židy přijmout pouze se souhlasem Němců, kteří však žádost ignorovali.
Dne 28. září 1943 tak Duckwitz prozradil německé plány předsedovi Sociálních demokratů Hansi Hedtoftovi. Hedtoft poté kontaktoval dánské hnutí odporu a šéfa židovské komunity C. B. Henriquese, který poté upozornil vrchního rabína Marcuse Melchiora. Během časných ranních bohoslužeb 29. září 1943, den před Roš ha-šanou, byli lidé rabínem Melchiorem varováni před plánovanými deportacemi a vyzváni, aby se okamžitě schovali a rozšířili tuto informaci mezi všechny své přátele a příbuzné. Německé plány přiměly Dánskou národní církev a všechny politické strany s výjimkou Národně socialistické dělnické strany Dánska, aby akci okamžitě odsoudily a přislíbily solidaritu s židovskými spoluobčany. Poprvé se tak otevřeně postavili proti okupaci. Dánští biskupové okamžitě vydali hyrdebrev, pastýřský list všem věřícím. Dopis obdrželi i všichni dánští ministři a následující neděli byl přečten v každém kostele. Tento akt byl sám o sobě velice neobvyklý, neboť dánská církev je decentralizovaná a apolitická.
Počátky záchranné akce byly velmi improvizované. Když se dánští státní zaměstnanci na několika úrovních různých ministerstev dozvěděli o německém plánu shromáždit všechny dánské Židy, nezávisle na sobě podnikli různá opatření, aby Židy vyhledali a ukryli. Někteří jednoduše požádali své přátele, aby prošli telefonní seznamy a varovali všechny, kteří měli židovsky znějící jména. Většina Židů se kvůli svému nejistému osudu několik dní nebo týdnů skrývala.

## Švédské přípravy

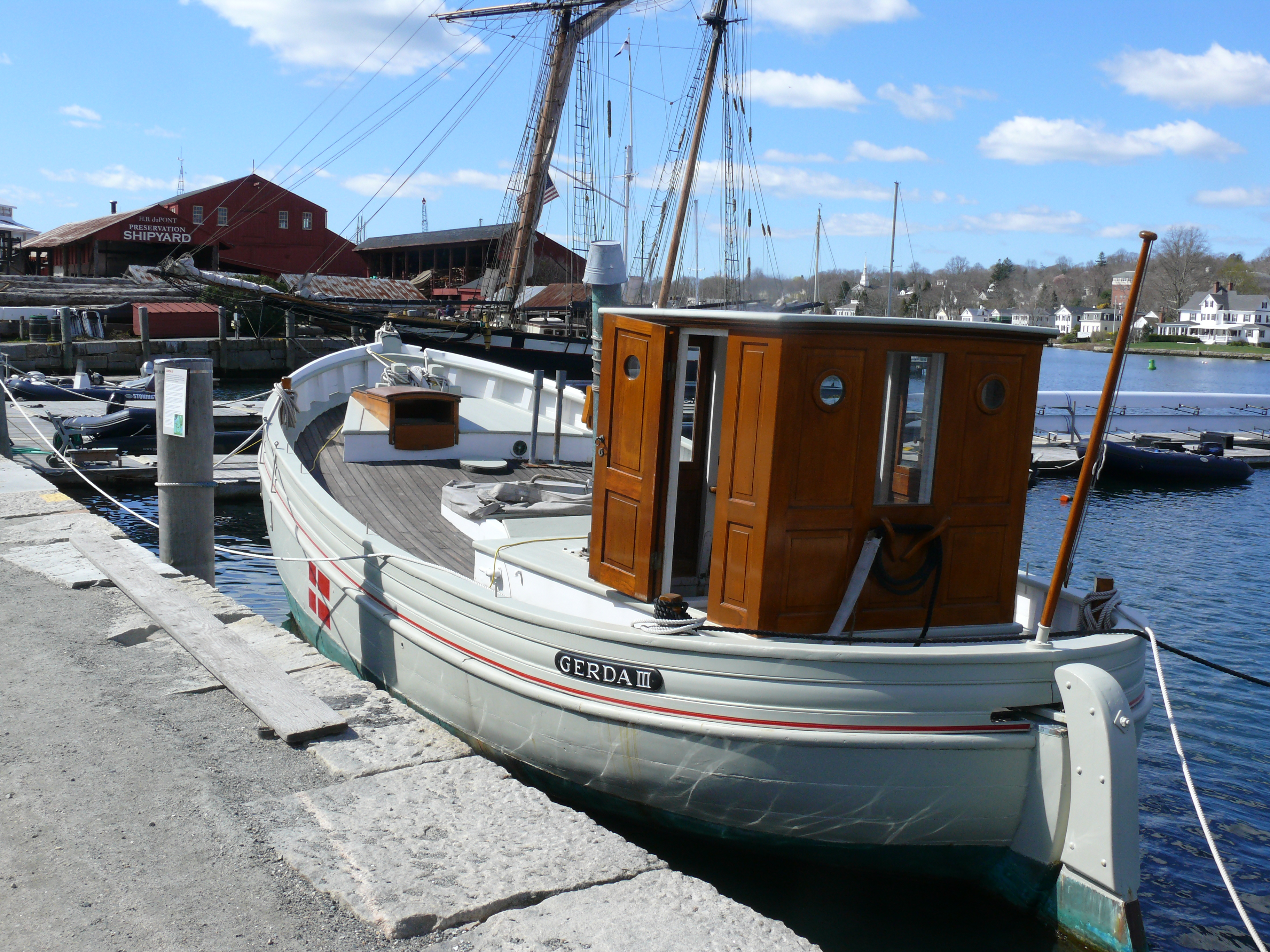
Od října 1943 byla loď Gerda III používána k převozu židovských uprchlíků. Se skupinou asi deseti uprchlíků na palubě během každé cesty se plavidlo vydávalo za svými oficiálními povinnostmi na majáku, ale poté se odklonilo ke švédskému pobřeží. Tato malá loď a její posádka (kapitán Otto Andersen, John Hansen, Gerhardt Steffensen a Einar Tønnesen) přepravili do bezpečí asi 300 Židů.

Ačkoliv se většina dánských Židů ukryla, je pravděpodobné, že bez zajištění bezpečného odjezdu do Švédska by byla většina nakonec odhalena. Již dříve Švédsko poskytlo azyl norským Židům, kteří měli nějaké vazby na Švédsko. Ale akce na záchranu norských Židů nebyla zcela účinná kvůli nedostatku zkušeností s jednáním s německými úřady. Když bylo v Dánsku 29. srpna 1943 zavedeno stanné právo, švédské ministerstvo zahraničních věcí si uvědomilo, že dánští Židé jsou v bezprostředním nebezpečí. V dopise z 31. srpna 1943 dostal švédský velvyslanec v Kodani povolení od Gösty Engzella, který zastupoval Švédsko již v roce 1938 na konferenci v Évianu, na které se projednávala otázka židovských uprchlíků prchajících před nacistickým režimem, vydávat dánským Židům švédské pasy, které jim měly umožnit odjezd do neutrálního Švédska. Dne 2. října 1943 švédská vláda v oficiálním prohlášení oznámila, že je Švédsko připraveno přijmout všechny prchající Židy.
Židé byli pašováni a transportováni z Dánska přes úžinu Øresund ze Sjællandu do Švédska. Délka transportu se měnila v závislosti na konkrétní trase a počasí, ale v průměru uprchlíci strávili hodinu na rozbouřeném zimním moři. Někteří byli převáženi ve velkých rybářských člunech o hmotnosti až 20 tun, jiní byli přepraveni na veslicích nebo kajacích. Keč Albatros byla jednou z lodí, která byla k těmto transportům používána. Někteří uprchlíci byli pašováni v nákladních železničních vagónech na pravidelných trajektech mezi Dánskem a Švédskem. Tato cesta byla určená především pro příliš mladé nebo naopak staré lidi, kteří by jen stěží vydrželi cestu po rozbouřeném moři. Příslušníci dánského hnutí odporu se vloupávali do prázdných nákladních vagonů, které byly již Němci zapečetěné, pomohli uprchlíkům do vagonů nastoupit, a poté je znovu zapečetili padělanými nebo odcizenými německými pečetěmi, aby tak zabránili další kontrole.
Rybáři si za přepravu účtovali v průměru 1000 dánských korun na osobu, někteří si ale účtovali až 50 000 dánských korun. Průměrná měsíční mzda v té době byla necelých 500 korun a polovina ze zachráněných Židů patřila k dělnické třídě. Ceny byly určovány jak tržními principy nabídky a poptávky, tak také tím, jak rybáři vnímali riziko, které podstupují. Dánské hnutí odporu se aktivně podílelo na organizaci záchranné operace a také poskytovalo finance, které získaly většinou od bohatých Dánů, kteří k tomuto účelu věnovali velkou sumu peněz. Celkově se odhaduje, že záchranná akce stála kolem 20 milionů dánských korun, z nichž asi polovinu zaplatily samotní Židé.

### Vysílání švédského rozhlasu dne 2. října 1943
Dánský fyzik Niels Bohr, jehož matka byla Židovka, se odhodlaně postavil za své krajany v osobní výzvě švédskému králi a vládním ministrům. Po přesvědčivé přímluvě Grety Garbo mu švédský král Gustav V. udělil audienci. Bohr měl odletět do USA, kde se měl zapojit do přísně tajného projektu Manhattan. Bohr však informoval jak úředníky, tak posléze i krále, že neodjede, dokud Švédsko neoznámí v rozhlasovém vysílání, že jsou jeho hranice otevřené pro prchající dánské Židy. Podle tvrzení historika Richarda Rhodese, Bohr 30. září 1943 přesvědčil krále, aby zveřejnil ochotu Švédska poskytnout jim azyl a 2. října 1943 švédský rozhlas odvysílal, že je Švédsko připraveno přijmout židovské uprchlíky. Rhodes i další historici hodnotí Bohrovu podmínku jako nezbytnou, aby se hromadná záchrana dánských Židů uskutečnila. Ovšem podle Paula A. Levineho, který se o Bohrovi vůbec nezmiňuje, však švédské ministerstvo zahraničních věcí jednalo na základě jasných instrukcí daných mnohem dříve premiérem Perem Albinem Hanssonem a ministrem zahraničí Christianem Güntherem v souladu s politikou přijatou již v roce 1942.

## Záchrany
Během prvních dnů záchranné akce se Židé nastěhovali do mnoha rybářských přístavů na dánském pobřeží, aby čekali na odplutí, ale důstojníci gestapa začali sledovat podezřelou aktivitu kolem přístavů. V noci na 6. října 1943 bylo asi 80 Židů objeveno na půdě kostela v Gilleleje. Jejich úkryt prozradila dánská dívka, která byla zamilovaná do německého vojáka. Následné záchrany musely probíhat z izolovaných míst podél pobřeží. Při čekání na svou záchranu se Židé uchýlili do lesů a do chatrčí daleko od pobřeží, mimo dohled gestapa.
Při záchranné operaci často spolupracovala i dánská přístavní policie a civilní policie. Během raných fází nemělo gestapo dostatek mužů a tak byla povolána německá armáda a námořnictvo, aby posílily gestapo v jeho snaze zabránit útěkům do Švédska. Místní Němci ve vedoucích pozicích, podle svých vlastních politických kalkulací a svou vlastní nečinností spíše útěk usnadnili, než by jej ztížili.

### Neúplný seznam dánských zachránců a příslušníků odboje

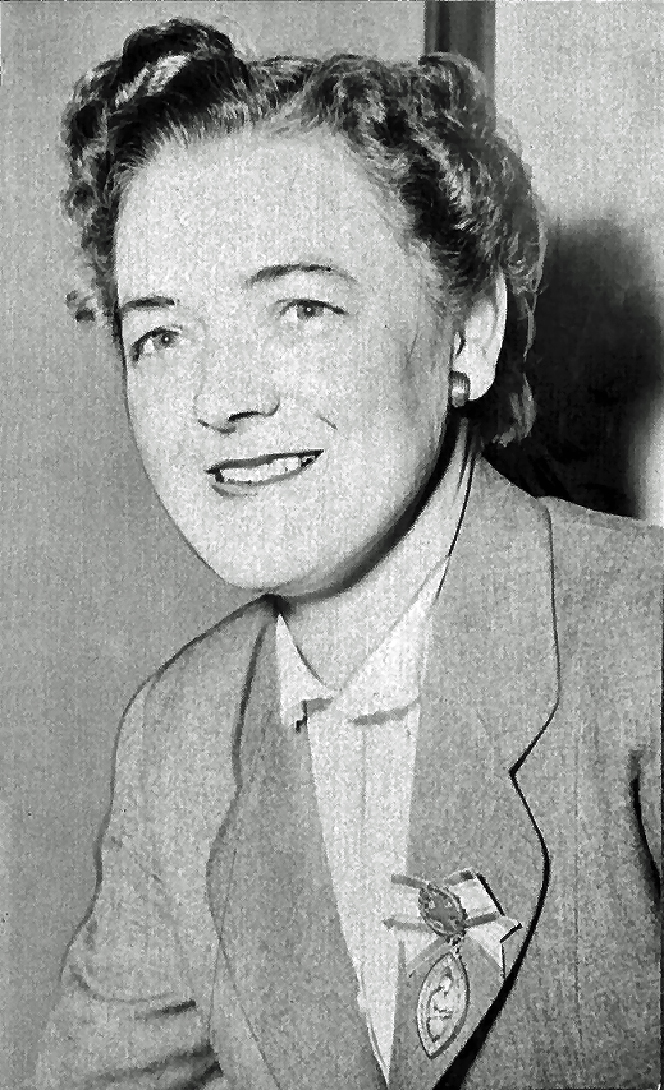
Ellen Christensen

Ačkoliv se na této rozsáhlé záchraně podílelo několik stovek, ne-li tisíc obyčejných Dánů, na seznam Jad vašem se dostalo Dánů pouze několik. Většinou to nebyli členové odboje a na seznam se dostali spíše náhodou, že je znal některý z Židů, kterému pomohli. Zachránci nejčastěji pracovali v rámci malých spontánně organizovaných skupin a "skrytě". Často byli známí pouze pod svými fiktivními jmény, a ti, kterým pomohli, je většinou nemohli identifikovat, a proto nesplňovali kritéria pro zařazení na tento seznam, aby získali ocenění "Spravedlivý mezi národy".
V následujícím seznamu jsou uvedeni někteří z významnějších zachránců, jejichž jména se během let objevila:
- Fanny Arnskov členka Mezinárodní ligy žen za mír a svobodu, Aage a Gerda Bertelsenovi, Ellen Christensen (členka odboje, zdravotní sestra), Knud Dyby, Richard a Vibeke Egeovi, Jørgen Gersfelt, Gunnar Gregersen, Hilbert Hansen, Steffen Hansen, Jørgen Jenk, Ole Lippmann, Ejler Haubirk, Ole Helwig, Leif B. Hendil, Erik Husfeldt, Frode Jakobsen, Signe (Mogensen) Jansen, Robert Jensen, Erling Kiær, Elsebeth Kieler, Jørgen Kieler, Karl Henrik Køster, Gurli Larsen, Thormod Larsen, Jens Lillelund, Ebba Lund, Steffen Lund, Ellen W. Nielsen, Svend Otto Nielsen, Robert Petersen, Henry Rasmussen, Paul Kristian Brandt Rehberg, Børge Rønne, Find Sandgren, Ole Secher, Svenn Seehusen, Laust Sørensen, Erik Stærmose, Mogens Staffeldt, Henry Sunding, Henry Thomsen
- Helsingør Syklub

### Spravedliví mezi národy
Po počátečním naléhání si dánské hnutí odporu přálo, aby bylo vyznamenáno pouze jako kolektivní organizace. Pouze hrstka jeho členů je jmenována individuálně. Místo toho je záchrana dánských Židů v Jad vašem reprezentována zasazením stromu králi a dánskému hnutí odporu a autentickou rybářskou lodí z dánské vesnice Gilleleje. Podobně americké muzeum holokaustu ve Washingtonu D. C. má ve stálé expozici autentický člun použitý při záchraně asi 1400 Židů. Na seznamu Jad vašem je i německý diplomat Georg Ferdinand Duckwitz, který německé plány prozradil Dánům.

## Zatčení a deportace do Terezínského ghetta
V Kodani byl příkaz k deportaci proveden na židovský Nový rok, tedy v noci z 1. na 2. října 1943, kdy Němci předpokládali, že všichni Židé budou shromážděni doma. Jejich shromáždění organizovali příslušníci Schutzstaffel, kteří využili dva policejní prapory a asi 50 dánských dobrovolníků z řad Waffen-SS. Ti byli vybráni pro svou obeznámenost s Kodaní a severním Sjællandem. SS se zorganizovali do pětičlenných týmů. V každém týmu byl Dán, vozidlo a seznam adres ke kontrole. Většina týmů nenašla nikoho, ale jeden z týmů našel čtyři Židy na páté kontrolované adrese. Úplatek ve výši 15 tisíc dánských korun byl odmítnut a peníze byly zničeny.
Z 580 dánských Židů, kterým se nepodařilo uprchnout do Švédska, jich bylo 464 zatčeno. Směli si vzít dvě přikrývky, jídlo na tři nebo čtyři dny a malý kufr. Byli převezeni do přístavu Langelinie, kde na ně čekalo několik velkých lodí. Jeden z dánských příslušníků Waffen-SS se domníval, že byli odesláni do Gdaňsku.
Nakonec však byli posláni do Terezínského ghetta v Němci okupovaném Československu. Po deportaci přední dánští úředníci přesvědčili Němce, aby přijali balíčky potravin a léků pro vězně. Dále Dánsko Němce přesvědčilo, aby nedeportovali dánské Židy do vyhlazovacích táborů. Toho bylo dosaženo dánským politickým tlakem, pomocí dánského Červeného kříže, který měl sledovat stav dánských Židů v Terezíně. V Terezíně na nemoci zemřelo 51 dánských Židů, kdy většinou šlo o starší osoby.

### Záchrana vedená Folkem Bernadottem
V dubnu 1945, když se válka chýlila ke konci, bylo 425 přeživších dánských Židů (několik se jich narodilo v ghettu) mezi několika tisíci dalších Židů zachráněných operací vedenou Folkem Bernadottem ze Švédského Červeného kříže, který organizoval transport internovaných norských, dánských a dalších západoevropských vězňů z německých koncentračních táborů do nemocnic ve Švédsku. Během akce bylo do nemocnic v bílých autobusech odvezeno přibližně 15 tisíc lidí.

## Vysvětlení úspěchu záchranné operace
K vysvětlení velkého úspěchu dánské záchranné operace ve srovnání s jinými podobnými operacemi v jiných nacisty okupovaných zemích byla předložena řada vysvětlení:
- Německý říšský zmocněnec pro Dánsko Werner Best, přestože podle telegramu zaslaném Hitlerovi 8. října 1943 nařídili shromáždění dánských Židů, nejedna tak, aby jej opravdu prosadil. Věděl také o snahách Duckwitze o zrušení zátahu a věděl o možném útěku Židů do Švédska, ale přimhouřil oči, stejně jako Wehrmacht, který hlídal dánské pobřeží, aby zachoval přijatelné vztahy mezi Německem a Dánskem. Podle svědectví jednoho z uprchlíků, jej varoval sám Best, aby ze země utekl.[25]
- Jiným vysvětlením je, že záchranná operace byla logisticky poměrně jednoduchá. Dánská židovská populace byla malá a to jak v relativním, tak v absolutním měřítku a většina dánských Židů žila v Kodani nebo v blízkém okolí. Z Kodaně to bylo blízko do neutrálního Švédska. Přestože byla jízda lodí nebezpečná, bylo snazší ji utajit než srovnatelnou pozemní cestu.
- Od poloviny 19. století se v Dánsku vyvinul zvláštní druh romantického nacionalismu. Mezi jeho rysy patřil důraz na důležitost "malosti", tedy sevřených komunit a tradic. Tento nacionalismus byl z velké části reakcí na neschopnost Dánska prosadit se jako velmoc a na jeho ztráty během dánsko-německé války. Někteří historici se tak domnívají, například Leni Yahil, že dánská forma neagresivního nacionalismu, ovlivněná dánským duchovním vůdcem N. F  S. Grundtvigem, povzbudila Dány, aby se ztotožnili s těžkou situací svých židovských spoluobčanů, i když byl v malém měřítku antisemitismus v Dánsku přítomen ještě před německou invazí.[26]
- Deportace Židů z Dánska přišla na řadu rok po deportaci Židů z Norska, která vyvolala pobouření v celé Skandinávii, upozornila dánské Židy na nebezpečí a dotlačila švédskou vládu k prohlášení, že přijme všechny Židy, kterým se podaří uprchnout před nacisty.

## Událost v populární kultuře

### Filmy
- The Only Way (1970) je film o útěku dánských Židů do Švédska během druhé světové války
- A Day in October (1991) je film o útěku dánských Židů do Švédska během druhé světové války
- Miracle at Midnight (1998) je americký televizní film o útěku dánských Židů do Švédska během druhé světové války
- The Danish Solution: The Rescue of the Jews in Denmark (2003) je dokument o útěku dánských Židů do Švédska během druhé světové války
- Across the Waters (2016) je film založený na skutečném příběhu Nielse Børgeho Lunda Ferdinandsena, který byl mezi zachráněnými dánskými Židy

### Knihy
- A night of Watching (1967) je historický fiktivní román od Elliota Arnolda o útěku dánských Židů do Švédska během druhé světové války
- Spočítej hvězdy (1989) je román americké spisovatelky Lois Lowry o útěku židovské rodiny z Kodaně
- Harboring Hope: The True Story of How Henry Sinding Helped Denmark's Jews Escape the Nazis (2023) je historický fiktivní román od Susan Hood[27]